# Budamér
Budamér (szlovákul Budimír, lengyelül Budzymir) község Szlovákiában, a Kassai kerület Kassa-környéki járásában.

## Fekvése
Kassától 10 km-re északkeletre, a Tarca jobb oldalán található.

## Nevének eredete
Neve a szláv Budimir személynévből ered, valószínűleg első birtokosáról nevezték el.

## Története
A települést 1289-ben abban az oklevélben említik először, melyben birtokosa, Somosi Péter felosztja birtokait öt fia között. Kis- és Nagybudmért János nevű fia nyerte el, az oklevélben „villa Bodomer Maior et Minor Bodomer” alakban szerepel. A falu ekkor már fejlett település volt és eredete valószínűleg a 12. századig nyúlik vissza. 1326-ban érdemeikért királyi adományként az Aba nemzetség budaméri ágához tartozó János magiszter kapta. Az 1332–1335-ös pápai tizedjegyzék említi Fülöp nevű papját. A 15. században a települést ismét egy faluként említik. 1427-ben Budamér birtokosa, Budaméri András 23 portával adózik. Az Aba nemzetség itteni ágának utolsó férfi tagja, János halála után 1458-ban birtokait a király a nemzetség somosi ágának adta.
Az 1565-ös tizedjegyzékben 23 paraszti és 2 zsellérháztartást említenek. 1567-ben a község 7 és fél portával adózott. A 16. század második felében Budamér magyar többségű falu lett, ami annak köszönhető, hogy délről a török elől menekülve sok magyar költözött erre a vidékre. 1598-ban 29 lakott házat számoltak a településen. 1673-ban az Osztrogh családnak volt itt udvarháza. Később a magyarosodási folyamat megfordult és 1715-ben a 11 jobbágycsalád közül már 8 szlovák eredetű volt. A 18. században a falu teljesen elszlovákosodott.
A 18. század végén Vályi András így ír róla: „BUDAMÉR. Budzimir tót Mező Város Sáros Vármegyében, földes Ura Ujházy Uraság, és mások, lakosai katolikusok, fekszik Bükéhez nem meszsze, Tarcza vizétől egy puska lövésnyire lapos helyen, ’s a’ Budaméri Nemzetségnek születési földgye. Ámbár réttyeit néha a’ víz járja, de másként jók, és sárjút is teremnek, legelője elég, ’s szükséges erdeje is van, Kassai piatzozásának helyéhez sints meszsze, agyagja nevezetes a’ tserép edények készítésére, mellyböl pénzt kereshetnek, első Osztálybéli.”
1848. december 11-én Schlik altábornagy császári csapatai itt győzték le Pulszky Sándor nemzetőr és népfelkelő seregét.
Fényes Elek 1851-ben kiadott geográfiai szótárában így ír a faluról: „Budamér, Budzimir, tót falu, Sáros vmgyében, Abauj szélén, a Tarcza mellett, a kassai országutban: 469 r., 58 g. kath., 156 evang., 2 ref., 24 zsidó lak. Kath. és evang. szentegyház. Két kastély. Első osztálybéli határ. F. u. Ujházy nemzetség. Ut. p. Kassa.”
A trianoni diktátumig Sáros vármegye Lemesi járásához tartozott.

## Népessége
| Év:            | 1994. | 2004.   | 2014.    | 2024.    |
| -------------- | ----- | ------- | -------- | -------- |
| Emberek száma: | 862   | 872     | 1115     | 1397     |
| Eltérés:       |       | +1,16 % | +27,86 % | +25,29 % |

| Év:            | 2023. | 2024.   |
| -------------- | ----- | ------- |
| Emberek száma: | 1369  | 1397    |
| Eltérés:       |       | +2,04 % |

1880-ban 612 lakosából 546 szlovák és 15 magyar anyanyelvű volt.
1910-ben 571-en lakták, ebből 510 szlovák és 52 magyar anyanyelvű.
1921-ben 564 lakosából 530 csehszlovák és 18 magyar volt.
2001-ben 890 lakosából 878 szlovák és 1 magyar volt.
2011-ben 1042 lakosából 988 szlovák és 4 magyar volt.
2021-ben 1288 lakosából 1219 (+8) szlovák, 11 (+9) magyar, 2 cigány, 3 (+14) ruszin, 15 (+3) egyéb és 38 ismeretlen nemzetiségű volt.

## Neves személyek
- Itt született 1795. január 20-án Újházy László politikus, Sáros vármegye főispánja, országgyűlési képviselő, 1848-ban a felvidéki védelmi harcok fő irányítója, komáromi kormánybiztos, a vár védelmének szervezője.
- Itt szolgált Fabriczy András (1751-1830) evangélikus lelkész.
- Itt szolgált Matej Daniel Ševrlay (1783-1840) szlovák esztéta, evangélikus líceumi teológiai tanár.

## Nevezetességei
- A Mindenszentek tiszteletére szentelt, római katolikus temploma eredetileg a 13. század második felében épült és a Szent Kereszt tiszteletére volt szentelve. 1745-ben barokk stílusban építették át, majd 1878 és 1900 között megújították.
- Kastélya a 18. század második harmadában épült, mai formáját 1812-ben nyerte el, amikor klasszicista stílusban építették át. Az 1960-as évek óta a szlovák technika múzeuma működik benne.